# Carl Ferdinand Mischke
Carl Ferdinand Mischke (* 24. März 1856 in Bendorf (Sayner Hütte); † 29. Mai 1926 in Neuwied) war ein deutscher Ingenieur und Mitglied des Preußischen Abgeordnetenhauses.

## Leben
Carl Ferdinand Mischke wurde als Sohn des Hütteninspektors Carl Moritz Mischke, der auf der Sayner Hütte beschäftigt war, geboren. Seine Mutter hieß Adelheid geb. Remy.
Er war in Weilburg als Stadtverordnetenvorsteher tätig, übte den Beruf eines Ingenieurs aus und war politisch engagiert und Mitglied der Nationalliberalen Partei. Als das Mandat des Usinger Landrats August Beckmann im Preußischen Abgeordnetenhaus am 27. Juni 1899 ungültig wurde, konnte Mischke in der Ersatzwahl am 11. August die Wahl für sich entscheiden und zog in das Parlament ein. Bei der Wahl am 20. November 1903 konnte Beckmann sein Mandat zurückgewinnen.
Mischke war mit Johanna Schenk (* 1864) verheiratet und hatte mit ihr die Kinder
Hans Carl (* 1888, † 1908), Erna (* 1890, † 1924, ∞ Fritz Rehorn), Werner (*/† 1896) und Eberhard (* 1898).